# Zapaliczka galbanowa
Zapaliczka galbanowa (Ferula gummosa) – gatunek rośliny z rodziny selerowatych (Apiaceae). Rośnie dziko w górach Afganistanu, Iranu i Turcji.

## Zastosowanie
Z rośliny tej wytwarza się wonną żywicę o nazwie galbanum. Jest ona stosowana jako środek leczniczy oraz jako składnik kadzidła. Żywica ta znana była już w starożytności. W Biblii opisana jest hebrajskim słowem ḥelbenā(h), spokrewnionym z arabskim halbane. W czasach biblijnych była w Palestynie towarem importowanym, według większości badaczy roślin biblijnych pochodziła od Ferula galbanifera (synonim Ferulago galbanifera).